# アドリ・ファン・ティヘレン
アドリ・ファン・ティヘレン（Adri van Tiggelen, 1957年6月6日 -）は、オランダの元サッカー選手、サッカー指導者。ポジションはディフェンダー。

## 経歴
ファン・ティヘレンは、1978年にスパルタ・ロッテルダムで選手経歴を開始した。FCフローニンゲンを経て1986年にベルギーのRSCアンデルレヒトへ移籍。アンデルレヒトではリーグ優勝2回（1987年、1991年）、カップ優勝2回（1988年、1989年）、1990年のUEFAカップウィナーズカップ準優勝に貢献するなど、選手経歴を通じて最も多くの成功を収めた。1991年にオランダへ帰国し、PSVアイントホーフェンへ移籍。1995年にFCドルトレヒトで現役を引退した。
オランダ代表としては、1983年9月21日のベルギー戦で代表デビュー。1988年のUEFA欧州選手権1988優勝、1990年のFIFAワールドカップ・イタリア大会ベスト16進出、1992年のUEFA欧州選手権1992準決勝進出に貢献した。1992年6月22日の欧州選手権準決勝、デンマーク戦を最後に代表から退くまで、国際Aマッチ56試合に出場した。
引退後は指導者の道へ進み、2005年6月にスパルタ・ロッテルダムの暫定監督に就任。5試合で指揮を採りクラブの1部リーグ昇格に導くと監督を退き、同年7月からは、クラブのユースチームの監督を務めた。2006年4月にファン・ティヘレンはクラブと無期限契約を結んだ。2007年2月にダニー・ブリントテクニカルディレクターの指名により、トップチームのアシスタントコーチに昇格。2007年11月12日に成績不振により解任されたヘルト・アーンデヴィールに代わって12月18日まで暫定監督を務めた。その後、監督に就任したフーケ・ボーイの下で、引き続きアシスタントコーチ務めている。

## 個人成績

### 代表での成績
出典
| オランダ代表 | 国際Aマッチ | 国際Aマッチ |
| 年           | 出場        | 得点        |
| ------------ | ----------- | ----------- |
| 1983         | 2           | 0           |
| 1984         | 2           | 0           |
| 1985         | 4           | 0           |
| 1986         | 7           | 0           |
| 1987         | 7           | 0           |
| 1988         | 9           | 0           |
| 1989         | 6           | 0           |
| 1990         | 8           | 0           |
| 1991         | 2           | 0           |
| 1992         | 9           | 0           |
| 合計         | 56          | 0           |